# شارونوف ۲۴۱۶
سیارک ۲۴۱۶ (به انگلیسی: 2416 Sharonov، نامگذاری:1979OF13) دو هزار و چهارصد و شانزدهمین سیارک کشف شده‌است که در ۳۱ ژوئیه ۱۹۷۹ کشف شد.
قدر مطلق سیارک برابر ۱۱٫۴۰ است.